# Железная дорога Пирей — Салоники
Железная дорога Пирей — Салоники (греч. Σιδηροδρομική γραμμή Πειραιά-Θεσσαλονίκης) — важнейшая железнодорожная магистраль Греции. Её продолжением является железная дорога Салоники — Битола, которая идёт к селу Эвзони на границе с Северной Македонией и связывает Грецию со странами Центральной Европы. Продолжением на восток является железная дорога Салоники — Александруполис, которая далее продолжается в Стамбул и далее в Переднюю Азию. С юга к Афинам подходит железная дорога железная дорога Пирей — Патры.